# Godmothered
Godmothered (bra: Fada Madrinha) é um filme de comédia e fantasia estadunidense de 2020 dirigido por Sharon Maguire, e escrito por Kari Granlund e Melissa Stack. É estrelado por Jillian Bell e Isla Fisher.
A Walt Disney Company começou a desenvolvê-lo em setembro de 2019, com Maguire se juntando à produção como diretora no final daquele mês. As filmagens começaram em janeiro de 2020 em Boston. Foi produzido pela Walt Disney Pictures e Secret Machine Entertainment, e lançado no Disney+ em 4 de dezembro de 2020.

## Elenco
- Jillian Bell como Eleanor
- Isla Fisher como Mackenzie
  - Erica Parks como Mackenzie jovem
  - Isabelle McNamara como Mackenzie jovem (voz)
- Jane Curtin como Moira
- Mary Elizabeth Ellis como Paula
- Jillian Shea Spaeder como Jane
- Willa Skye como Mia
- Santiago Cabrera como Hugh
- Artemis Pebdani como Duff
- Utkarsh Ambudkar como Grant
- Stephnie Weir como Barb
- June Squibb como Agnes

## Recepção
No site agregador de críticas Rotten Tomatoes, 70% das 69 resenhas dos críticos são positivas, com uma classificação média de 5,6/10. O consenso do site diz: "Mais bippity boppity do que boo, Godmothered ajusta convenções de contos de fadas com humor autoconsciente o suficiente para superar um déficit decepcionante de magia genuína" O Metacritic, que usa uma média ponderada, atribuiu ao filme uma pontuação de 49 em 100, baseado em 12 críticos, indicando críticas "mistas ou médias".